# Philip Hunton
Pour les articles homonymes, voir Hunton.
Philip Hunton, né vers 1600 et mort en 1682, est un pasteur et écrivain politique anglais, célèbre pour son ouvrage anti-absolutiste A Treatise of Monarchy interdit sus la Restauration.

## Biographie
Membre d'une secte non-conformiste, protégé par Oliver Cromwell, il publie en mai 1643 sous Charles II un Traité de la monarchie (A Treatise of Monarchy) dont les doctrines libérales et constitutionnelles sont condamnées en 1683 par un décret du roi. Divers auteurs dont Robert Filmer qui édite en 1648 son Anarchy of a Limited and Mixed Monarchy, sont gagés pour rédiger des réfutations du Traité. 
En mars 1644, Hunton persiste dans ses idées en publiant Vindication of the Treatise of Monarchy. 
En 1683, ses livres sont inclus dans l'autodafé de l'Université d'Oxford en même temps que ceux de Richard Baxter, John Harrington, Thomas Hobbes et John Milton. 